# Armènia al Festival de la Cançó d'Eurovisió Júnior
Armènia va ser un dels països que va debutar al Festival de la Cançó d'Eurovisió Júnior en 2007.
Armènia va fer la seva primera participació amb la cançó "Erazanq". Aquesta va ser cantada pel cantant Arevik i es va situar en un 2n lloc amb 136 punts, molt prop del guanyador per només un punt de diferència.
El país caucàsic va obtenir bones posicions fins que en 2010, Vladimir Arzumanyan i la seva cançó "Mama" va representar Armènia a Minsk i, malgrat no estar entre les grans favorites (que eren Bèlgica, Suècia, Geòrgia i Sèrbia), va guanyar amb tan sols un punt de diferència de Rússia. A més a més, Yerevan va ser seu del Festival de la Cançó d'Eurovisió Júnior 2011.

## Participacions
Llegenda
| 2007 | Rotterdam   | Arevik              | «Erazanq»               | 2       | 136     |         |         |         |         |
| 2008 | Limassol    | Monika Manucharova  | «Im ergi hnchuny»       | 8       | 59      |         |         |         |         |
| 2009 | Kíev        | Luara Hayrapetyan   | «Barcelona»             | 2       | 116     |         |         |         |         |
| 2010 | Minsk       | Vladimir Arzumanyan | «Mama»                  | 1       | 120     |         |         |         |         |
| 2011 | Yerevan     | Dalita              | «Welcome to Armènia»    | 5       | 85      |         |         |         |         |
| 2012 | Amsterdam   | Compass Band        | «Sweetie baby»          | 3       | 98      |         |         |         |         |
| 2013 | Kíev        | Monica Avanesyan    | «Xoc Factory»           | 6       | 69      |         |         |         |         |
| 2014 | Marsa       | Betty               | «People of the sun»     | 3       | 146     |         |         |         |         |
| 2015 | Sofia       | MIKA                | «Love»                  | 2       | 176     |         |         |         |         |
| 2016 | La Valletta | Anahit & Mary       | «Tarber»                | 2       | 232     |         |         |         |         |
| 2017 | Tbilisi     | Misha               | «Boomerang»             | 6       | 148     |         |         |         |         |
| 2018 | Minsk       | LEVON               | «LEVON»                 | 9       | 125     |         |         |         |         |
| 2019 | Gliwice     | Karina Ignatyan     | «Colours of Your Dream» | 9       | 115     |         |         |         |         |
| 2020 | Varsòvia    | Maléna              | «Why»                   | Retirat | Retirat | Retirat | Retirat | Retirat | Retirat |
| 2021 | París       | Maléna              | «Qami Qami»             | 1       | 224     |         |         |         |         |
| 2022 | Yerevan     | Nare                | «DANCE!»                | 2       | 180     |         |         |         |         |
| 2023 | Niça        | Yan Girls           | «Do It My Way»          | 3       | 180     |         |         |         |         |
| 2024 | Madrid      | Leo                 | «Cosmic Friend»         | 8       | 125     |         |         |         |         |

## Festivals organitzats a Armènia
| Edició                                       | Ciutat seu | Localització             | Presentantdors                                                    |
| -------------------------------------------- | ---------- | ------------------------ | ----------------------------------------------------------------- |
| Festival de la Cançó d'Eurovisió Junior 2011 | Yerevan    | Complex Karen Demirchyan | Gohar Gasparián i Avet Barseghián                                 |
| Festival de la Cançó d'Eurovisió Junior 2022 | Yerevan    | Complex Karen Demirchyan | Iveta Mukuchyan, Garik Papoyan, Karina Ignatyan i Robin, el robot |